# نهر الوزاني
نهر الوزاني هو من الأنهار اللبنانية من روافد نهر الحاصباني. يشكل الحدود الجغرافية بين جنوب لبنان ومنطقة الجولان السورية المحتلة. طوله 20 كلم ويجري خمسة كيلومترات في الأراضي اللبنانية قبل أن يتابع مجراه في فلسطين ليصب في بحيرة طبرية.

## مشاريع النهر
أقامت الحكومة اللبنانية مشروعاً لسحب مياه نهر الوزاني إلى قرى الجنوب اللبناني  الذي يسمح بضخ حوالي 9 ملايين متر مكعب من مياه النهر لتغطي جزء من الاحتياجات المائية لقرى الجنوب اللبناني. وهذه الكمية تشكل 10% من حصة لبنان في مياه هذا النهر الذي الذي يوفر في السنة 100 مليون متر مكعب من المياه.

## النزاع حوله
ما إن شرع لبنان في تركيب أنابيب لنقل المياه من نبع الوزاني إلى قرى جنوب لبنان في عام 2002، حتى سارعت إسرائيل إلى تهديد لبنان بالحرب. وأبلغت الولايات المتحدة بجدية هذا التهديد. وعلى الفور أرسلت الولايات المتحدة خبراء في المياه لدرس الأمر على الطبيعة، تمهيداً للسعي من أجل إيجاد حل لهذه الأزمة.